# کوروا (آریزونا)
کوروا (به انگلیسی: Corva) یک منطقهٔ مسکونی در ایالات متحده آمریکا است که در آریزونا واقع شده‌است. کوروا ۱٬۸۹۸ متر بالاتر از سطح دریا واقع شده‌است.